# Jérôme Roussillon
Jérôme Roussillon (* 6. Januar 1993 in Sarcelles) ist ein französischer Fußballspieler. Der linke Verteidiger stand zuletzt beim 1. FC Union Berlin unter Vertrag.

## Karriere

### Im Verein
Roussillon wurde in der Jugend des INF Clairefontaine und beim FC Sochaux ausgebildet. Für Sochaux gab er am 2. Mai 2012 bei der 1:2-Auswärtsniederlage gegen den AC Ajaccio sein Profidebüt, als er in 76. Minute für Ryad Boudebouz eingewechselt wurde.
Im Januar 2015 wurde Roussillon vom HSC Montpellier unter Vertrag genommen, blieb bis Saisonende jedoch auf Leihbasis bei Sochaux. Ab der Saison 2015/16 gehörte er dem Kader des HSC Montpellier an.
Zur Saison 2018/19 wechselte Roussillon zum VfL Wolfsburg. Er unterschrieb bei den Wölfen einen Vertrag mit einer Laufzeit bis zum 30. Juni 2022. Am 24. November 2018 erzielte er beim 1:0-Sieg im Bundesligaspiel gegen RB Leipzig sein erstes Tor in der Bundesliga. Nach Ende der Saison verlängerte Roussillon seinen Vertrag vorzeitig bis 2023.
Im Januar 2023 wechselte Roussillion ein halbes Jahr vor seinem Vertragsende beim VfL Wolfsburg zum 1. FC Union Berlin. Im Sommer 2025 hat er Union verlassen.

### In der Nationalmannschaft
Roussillon absolvierte insgesamt fünf Länderspiele für die Jugendnationalmannschaften des französischen Fußballverbandes: Zwischen 2010 und 2011 kam er zu drei Einsätzen in Frankreichs U18-Nationalteam und im Jahr 2013 spielte er bei zwei Freundschaftsspielen für die französische U20. Dort absolvierte er gegen die U20 Portugals und gegen die rumänische U21 jeweils die zweite Halbzeit.
Im März 2023 wurde er erstmalig für die Fußballnationalmannschaft von Guadeloupe nominiert. Er kam in beiden CONCACAF-Nations-League-Spielen gegen Antigua und Barbuda und Kuba zum Einsatz. Am 19. November 2023 erzielte er im Spiel gegen St. Kitts und Nevis sein erstes Länderspieltor.